# Noel Treanor

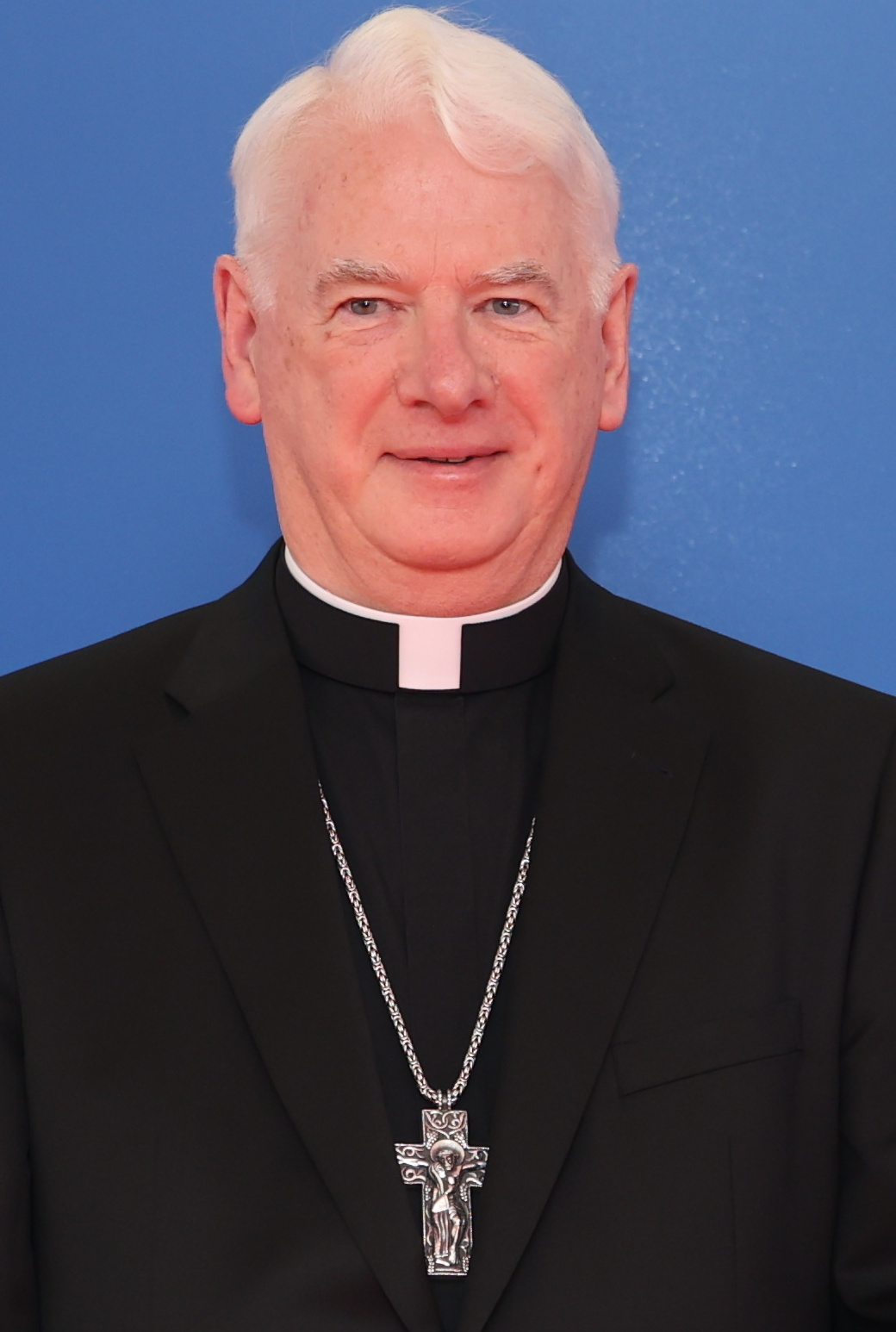
Erzbischof Noel Treanor (2023)

Noel Treanor (irisch Noël Treanor) (* 25. Dezember 1950 in Silverstream, County Monaghan, Irland; † 11. August 2024 in Brüssel) war ein irischer Geistlicher, römisch-katholischer Erzbischof und Diplomat des Heiligen Stuhls.

## Leben

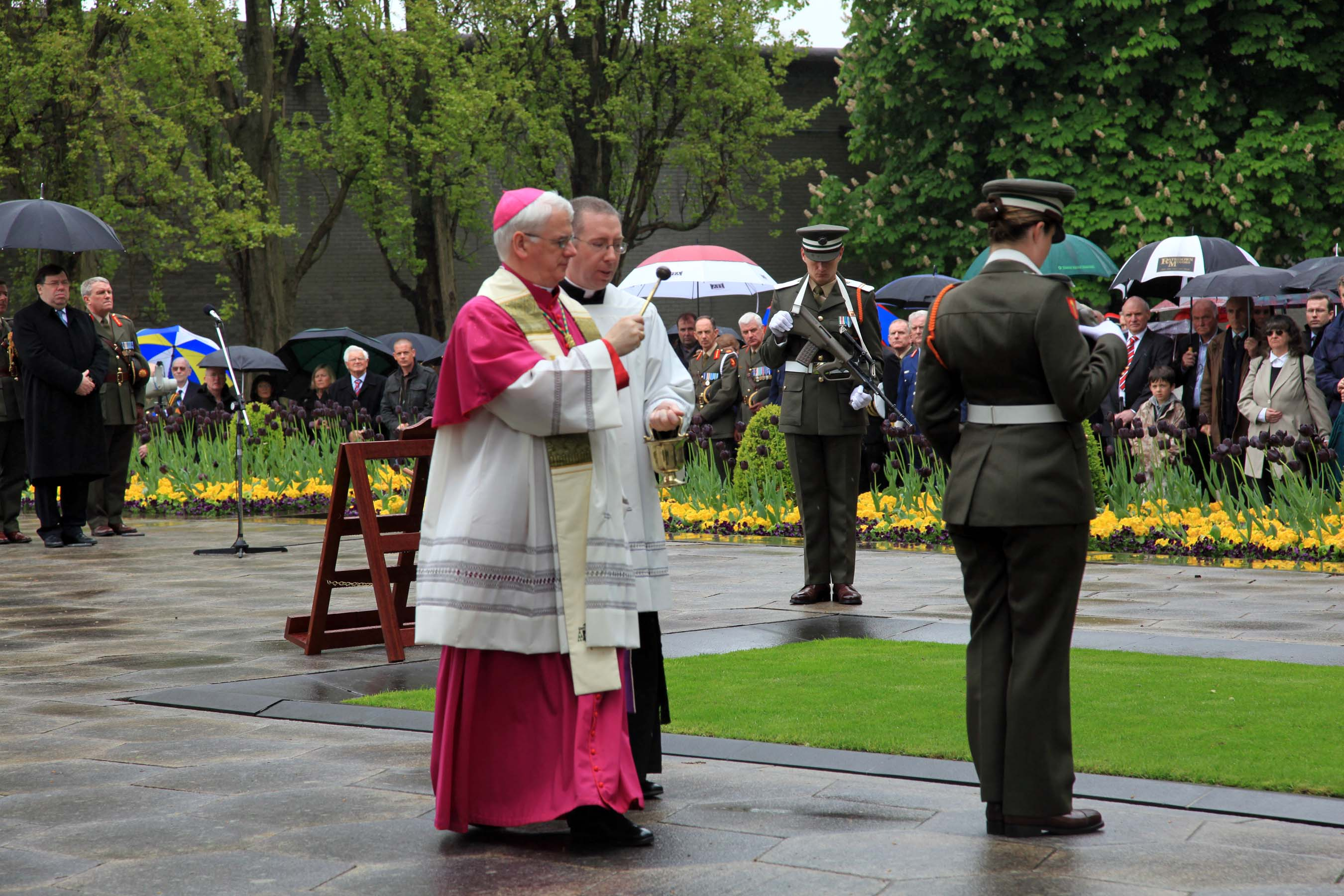
Noël Treanor als Bischof von Down und Connor bei der Segnung anlässlich der Arbour-Hill-Kranzniederlegung (2010)

Wappen von Noel Treanor als Bischof von Down und Connor

Nach seiner Schulzeit an der St. Brigid’s National School in Drumcong, County Leitrim, studierte Treanor Philosophie und katholische Theologie am St Patrick’s College, Maynooth. Er empfing am 13. Juni 1976 durch Bischof Patrick Mulligan in der St. Macartan’s Cathedral in Monaghan das Sakrament der Priesterweihe für das Bistum Clogher. Als Alumnus des Päpstlichen Irischen Kolleges in Rom erwarb er das Lizenziat in Theologie an der Päpstlichen Universität Gregoriana. Von 1981 bis 1985 absolvierte er erneut ein Theologiestudium in Rom, während er gleichzeitig als Studienpräfekt am Päpstlichen Irischen Kolleg tätig war. Ab März 1993 war er Generalsekretär der Kommission der Bischofskonferenzen der Europäischen Gemeinschaft (COMECE).
Am 22. Februar 2008 wurde Treanor von Papst Benedikt XVI. als Nachfolger von Patrick Walsh zum Bischof von Down und Connor ernannt. Die Bischofsweihe spendete ihm der Erzbischof von Armagh, Seán Baptist Kardinal Brady, am 29. Juni desselben Jahres in der Kathedrale St. Peter in Belfast, der Bischofskirche des Bistums Down und Connor. Mitkonsekratoren waren der Bischof von Clogher, Joseph Duffy, und sein Amtsvorgänger Patrick Walsh.
2009 wurde er zum Delegaten der Irischen Bischofskonferenz bei der Kommission der Bischofskonferenzen der Europäischen Gemeinschaft (COMECE) ernannt. Auf der Frühjahrsversammlung 2018 der COMECE wurde er zum Vizepräsidenten gewählt.
Papst Franziskus erhob ihn am 26. November 2022 in den Rang eines Erzbischofs und ernannte ihn gleichzeitig zum Apostolischen Nuntius bei der Europäischen Union. Sein Nachfolger dort wurde im März 2025 der philippinische Erzbischof Bernardito Auza.
Im August 2024 starb Treanor im Alter von 73 Jahren.